# 1504 Lappeenranta
Az 1504 Lappeenranta (ideiglenes jelöléssel 1939 FM) a Naprendszer kisbolygóövében található aszteroida. Liisi Oterma fedezte fel 1939. március 23-án, Turkuban.